# 960-talet

## Händelser

### 963
- Leo VIII utses till den 131:e påven.
- Luxemburg grundas som politisk enhet.
- Den tysk-romerska kejsaren Otto den store besegrar Polens kung Mieszko I, tvingar honom att betala tribut.

### 966
- Nuvarande Österrike får namnet Ostarrichi.
- Fursten Mieszko I av Polen döps, vilket anses vara början på Polens historia.
- Tysk-romerske kejsaren Otto I:s tredje italienska fälttåg börjar.
- Ramiro III blir kung av León, efter Sancho I.
- Staden Bryssel omnämns för första gången i skrift.
- Geromark delas upp i Nordmark och Ostmark.

### 967
- Kejsar Reizei bestiger tronen i Japan.
- Li Yixing blir Jiedushi av Dingnan i ett kinesiskt rike.

### 969
- Antiokia faller under Bysans.
- Boris II efterträder Peter I som tsar av Bulgarien.

### Okänt år
- Erik Blodyx' son Harald Gråfäll tar makten i Norge med hjälp av Danmark och härmed inleds en period då Bohuslän hamnar under danskt inflytande.

## Födda

### 963
- Li Jiqian.
- Snorre gode, egentligen Torgrim Torgrimsson, en fornisländsk storman och hövding.

### 966
- Fujiwara no Michinaga, japansk politiker.

### 967
- Sigrid Storråda, historiskt omtvistad drottning.
- Boleslav I, hertig av Polen.
- Gothelo I, hertig av Lorraine.
- Ludvig V, kung av Frankrike.
- Badi' al-Zaman al-Hamadhani, arabisk författare.
- Walter av Speyer, tysk poet och biskop.
- Abū-Sa'īd Abul-Khayr, persisk sufist.
- Khottiga Amoghavarsha, rashtrakutisk krigare.
- Vahram Pahlavouni, prins av Bjni.
- Berta av Bourgogne, prinsessa av Bourgogne.

### 969
- Olav Tryggvason, kung av Norge.

## Avlidna

### 963
- Romanus II, bysantinsk kejsare.
- William III, hertig av Akvitanien.
- Dasui Fazhen.

### 966
- Benedictus V, påve.
- Sancho I, kung av León.
- Flodoard av Reims, fransk krönikör.
- Miró av Barcelona.
- Dub, kung av Skottland.

### 967
- Abu al-Faraj, vetenskapsman.
- Muhammad ibn Ilyas, ilyasidsk härskare.
- Aleramo di Sanova, markis av Monferrato.
- Boleslav I av Böhmen, prins av Böhmen.
- Hugh II av Lusignan, Lord av Huset Lusignan.
- Krishna III, rashtrakutisk härskare.
- Sayf al-Daula, hamdanidersk emir av Aleppo.
- Mu'izz al-Daula, första buyiderska emiren.
- al Isfahani, arabisk historiker och författare.
- Kejsar Murakami, japansk kejsare.
- Vushmgir, härskare över Ziyarid.
- Wichmann den Yngre, saxonsk greve.
- Matilda av Sachsen, kejsarinna av det tysk-romerska imperiet.
- Leo III, kung av Abchazien.
- Hubert av Spoleto, markgreve av Toscana.
- Dubh av Skottland, kung av Alba.
- Li Cheng, kinesisk målare.

### 969
- 29 januari - Peter I av Bulgarien, tsar av Bulgarien.
- 11 juli - Olga av Kiev, helgon i östortodoxa kyrkan.
- Harald Gråfäll, norsk kung.
- Nikeforos II, bysantinsk kejsare, mördad av Johannes I Tzimiskes.
- Kejsar Muzong av Liao, kinesisk kejsare, mördad.